# Daniel S. Lehrman
Daniel S. Lehrman (1er juin 1919 – 27 août 1972) est un naturaliste, psychologue animalier, ornithologue et psychologue comparatiste américain.

## Biographie
Lehrman est un éducateur influent qui est également connu pour ses contributions à l'étude du comportement animal, ses études sur le cycle de reproduction des tourterelles, l'endocrinologie comportementale,,,.
Lehrman est membre de l'Académie nationale des sciences, fondateur et directeur (jusqu'à sa mort en 1972) de l'Institut du comportement animal de l'Université Rutgers,, membre de l'Académie américaine des arts et des sciences, fondateur de la Society for Behavioral Neuroendocrinology, membre de la Society of Experimental Psychologists, fondateur d'une série Advances in the Study of Behavior et son éditeur jusqu'à sa mort et récipiendaire du Research Career Award du National Institute of Mental Health.